# Pancorius goulufengensis
Pancorius goulufengensis is een spinnensoort in de taxonomische indeling van de springspinnen (Salticidae).
Het dier behoort tot het geslacht Pancorius. De wetenschappelijke naam van de soort werd voor het eerst geldig gepubliceerd in 1998 door Peng et al..